# Дарьяльская ГЭС
Дарьяльская ГЭС (Дарьяли ГЭС) — гидроэлектростанция на реке Терек в Дарьялском ущелье на севере Грузии, вблизи границы с Россией. Крупнейшая и последняя по времени ввода в эксплуатацию электростанция Терского каскада ГЭС. Введена в коммерческую эксплуатацию в 2016 году. Собственник станции — компания Dariali Energy.

## Конструкция станции
Дарьяльская ГЭС представляет собой деривационную гидроэлектростанцию с подводящей тоннельной деривацией. Установленная мощность электростанции — 108 МВт, проектная среднегодовая выработка электроэнергии — 510 млн кВт·ч. Сооружения станции включают в себя:
- головной водозаборный узел, состоящий из плотины длиной 36 м и высотой 5 м, отметка гребня плотины — 1729,3 м, двухпролётного водосброса пропускной способностью 220 м³/с, трёхпролётного водоприёмника. Головной узел образует небольшое водохранилище ёмкостью 7000 м³. Для пропуска рыбы головной узел оборудован рыбоходом.
- металлический водовод диаметром 4 м и длиной 326, засыпанный грунтом. Соединяет головной узел и отстойник.
- четырёхкамерный отстойник размерами 112×40 м.
- металлический водовод диаметром 4 м и длиной 1774, засыпанный грунтом. Соединяет отстойник и деривационный тоннель.
- деривационный тоннель длиной 5040 м и диаметром 5,5 м.
- уравнительная шахта длиной 315 м и диаметром 3,5 м;
- напорный водовод, с разветвлением на три турбинных водовода;
- подземное здание ГЭС длиной 71 м, шириной 13,5 м и высотой 28 м;
- отводящий тоннель длиной 500 м и диаметром 5 м;
- отводящий канал длиной 125 м и шириной по дну 5 м.

В здании ГЭС установлены три вертикальных гидроагрегата мощностью по 36 МВт с ковшовыми турбинами, работающими на расчётном напоре 371 м, производства фирмы Andritz Hydro. С генераторов электроэнергия передается на три силовых трансформатора, расположенных на поверхности земли, затем на открытое распределительное устройство напряжением 110 кВ. В энергосистему электроэнергия выдаётся по линии электропередачи напряжением 110 кВ.

## История
Планом ГОЭЛРО предусматривалось строительство на Тереке в районе Дарьяльского ущелья Дарьяльской ГЭС мощностью 40 МВт. Однако, при разработке подробного проекта станции выяснилось, что Дарьяльская ГЭС требует слишком больших капитальных затрат, в частности по причине необходимости переноса участков Военно-Грузинской дороги, затопляемых водохранилищем проектируемой станции. В связи с этим, техническая комиссия «Главэлектро» СССР приняла решение отказаться от строительства Дарьяльской ГЭС в пользу Гизельдонской ГЭС.
К идее строительства ГЭС на Тереке вернулись в годы Великой Отечественной войны. В 1944 году было начато строительство Дзауджикауской ГЭС, введенной во временную в эксплуатацию в 1948 году. В 1949 году было начато строительство Эзминской ГЭС, спроектированной Тбилисским отделением института «Гидроэнергопроект». На момент проектирования Эзминской ГЭС выше по течению было запланировано строительство Дарьяльской ГЭС, в водохранилище которой должно было происходить накопление наносов и осветление воды, в связи с чем головные сооружения Эзминской ГЭС были спроектированы как временные и не обеспечивали полноценной очистки воды от наносов, приводя к заиливанию бассейна суточного регулирования и повышенному износу гидротурбин.
В 1957 году был составлен технический проект Дарьяльской ГЭС со следующими параметрами: мощность 210 МВт, среднегодовая выработка электроэнергии 1300 млн кВт·ч. Станция планировалась как плотинно-деривационная, с водохранилищем сезонного регулирования. В случае реализации, Дарьяльская ГЭС стала бы самой высоконапорной в СССР (напор на турбинах — 673 м). Сооружения станции должны были размещаться как в Грузинской ССР, так и в РСФСР. Строительство станции по данному проекту начато не было.
К строительству Дарьяльской ГЭС было решено вернуться в 2000-х годах. Был создан новый проект чисто деривационной станции, расположенной полностью на территории Грузии. Разработка технико-экономического обоснования проекта была завершена в мае 2011 года, в сентябре того же года было получено разрешение на строительство. Дарьяльская ГЭС была введена в коммерческую эксплуатацию в декабре 2016 года, церемония торжественного пуска состоялась в апреле 2017 года. Общий объём инвестиций в проект составил $123 млн, из которых $80 млн составил кредит ЕБРР.